# Курт Алерс
Курт Алерс (нім. Kurt Ahlers; 31 липня 1922, Люнебург — 24 листопада 2007, Ганновер) — німецький офіцер-підводник, оберлейтенант-цур-зее крігсмаріне.

## Біографія
1 грудня 1939 року вступив на флот. З 1941 році пройшов практику вахтового офіцера на підводному човні U-562. З травня 1942 року — вахтовий офіцер на U-301. З жовтня 1942 року — 1-й вахтовий офіцер на U-301. З грудня 1942 року — 2-й, з квітня 1943 року — 1-й вахтовий офіцер на U-566. В жовтні 1943 року переданий в розпорядження 1-ї флотилії. З грудня 1943 по січень 1944 року пройшов курс командира човна. З лютого по 1 липня 1944 року — командир U-10, з 2 липня по 13 жовтня 1944 року — U-1201. З 24 березня по 8 квітня 1945 року — допоміжний командир на U-3512, з 27 квітня по 8 травня 1945 року — на U-3041.

## Звання
- Кандидат в офіцери (1 грудня 1939)
- Морський кадет (1 травня 1940)
- Фенріх-цур-зее (1 листопада 1940)
- Оберфенріх-цур-зее (1 листопада 1941)
- Лейтенант-цур-зее (1 травня 1942)
- Оберлейтенант-цур-зее (1 грудня 1943)

## Нагороди
- Нагрудний знак підводника
- Залізний хрест
  - 2-го класу (1941)
  - 1-о класу (1943)